# Ielena Iemelianova
Pour les articles homonymes, voir Iemelianova.
Ielena Lvovna Iemelianova (en russe : Елена Львовна Емельянова) (née Lissovskaïa le 10 juillet 1983 à Serpoukhov) est une ancienne joueuse de volley-ball russe. Elle mesure 1,91 m et jouait au poste de centrale.

## Clubs
| Club                | De        | À         |
| ------------------- | --------- | --------- |
| MGFSO Moscou        | 1997-1998 | 2000-2001 |
| Loutch-MGSU         | 2001-2002 | 2003-2004 |
| Dinamo Moscou       | 2004-2005 | 2005-2006 |
| Dinamo Kazan        | 2006-2007 | 2006-2007 |
| Zaretchie Odintsovo | 2007-2008 | 2013-2014 |
| Leningradka         | 2014-2015 | 2014-2015 |

## Palmarès
- Championnat de Russie
  - Vainqueur : 2006, 2008, 2010.
  - Finaliste : 2005, 2009.
- Coupe de Russie
  - Vainqueur : 2007.
- Ligue des champions
  - Finaliste : 2008.
- Challenge Cup
  - Vainqueur : 2014.